# Mascagnite
La mascagnite è un minerale.